# Toechorychus abactus
Toechorychus abactus är en stekelart som först beskrevs av Cresson 1874.  Toechorychus abactus ingår i släktet Toechorychus och familjen brokparasitsteklar. Inga underarter finns listade i Catalogue of Life.